# Victor Authier
Pour les articles homonymes, voir Authier.
Victor Authier, né le 16 juin 1856 à Mâcon et mort le 4 avril 1945 à Treffort, est un avocat et un homme politique français.

## Carrière
Il est député de l'Ain du 12 mai 1901 au 20 mai 1906 (Gauche républicaine) puis du 20 mai 1906 au 31 mai 1910 (Gauche radicale).
Il est également maire de Treffort, de 1900 à 1919.

## Sources
- « Victor Authier », dans le Dictionnaire des parlementaires français (1889-1940), sous la direction de Jean Jolly, PUF, 1960 [détail de l’édition]